# Швабмюнхен
Швабмюнхен (нім. Schwabmünchen) — місто в Німеччині, знаходиться в землі Баварія. Підпорядковується адміністративному округу Швабія. Входить до складу району Аугсбург.
Площа — 55,52 км2. Населення становить 14 335 ос. (станом на 31 грудня 2020).